# Znormalizowany maszynopis
Znormalizowany maszynopis – ustalony sposób przygotowania materiału tekstowego dla redakcji wywodzący się z czasów, gdy prace dostarczano w postaci maszynopisu (tekstu na papierowych kartkach uzyskanego przy pomocy maszyny do pisania). Znormalizowany maszynopis liczy 1800 znaków na stronie (w tym spacje i znaki interpunkcyjne) w układzie: 60 (przeciętnie) znaków w wierszu, 30 wierszy na stronie, podwójny odstęp między wierszami.
Obecnie pod pojęciem znormalizowanego maszynopisu rozumie się zazwyczaj samą liczbę 1800 znaków jako jednostkę wielkości stosowaną przy określaniu objętości materiału przygotowywanego przez autora – często jednak norma ta określana jest indywidualnie przez każdego edytora czy wydawcę. Najczęściej jest to wydruk komputerowy o podanych wyżej parametrach, co oznacza np. zastosowanie czcionki Times w stopniu 13 przy odstępie podwójnym (np. przy czcionce Times 12 i odstępie pojedynczym na stronie A4 mieszczą się dokładnie 2 strony maszynopisu znormalizowanego). Taki układ tekstu jest wygodny do czytania dla większości osób, nawet noszących okulary, oraz zapewnia miejsce na wygodne nanoszenie znaków korektorskich.
Inną podobną jednostką jest arkusz wydawniczy – 40 000 znaków, co oznacza ok. 22 strony znormalizowanego maszynopisu.
Dla potrzeb ustalania wynagrodzenia tłumacza przysięgłego, za stronę uważa się 1125 znaków, tj. 25 wierszy po 45 znaków, przy czym znak definiuje się jako „wszystkie widoczne znaki drukarskie, w szczególności litery, znaki przestankowe, cyfry, znaki przeniesienia oraz uzasadnione budową zdania przerwy między nimi”. zaś stronę rozpoczętą uważa się za całą (§ 8 rozporządzenia ministra sprawiedliwości z dnia 24 stycznia 2005 r. w sprawie wynagrodzenia za czynności tłumacza przysięgłego; Dz.U. z 2025 r. poz. 312).